# Sphenomorphus cherriei
Sphenomorphus cherriei е вид влечуго от семейство Сцинкови (Scincidae). Видът не е застрашен от изчезване.

## Разпространение и местообитание
Разпространен е в Белиз, Гватемала, Коста Рика, Мексико, Никарагуа, Панама и Хондурас.
Обитава гористи местности, планини, възвишения и склонове в райони с тропически климат.

## Описание
Популацията на вида е стабилна.